# Lily (Dakota Południowa)
Lily – miasto w Stanach Zjednoczonych, w stanie Dakota Południowa, w hrabstwie Day.